# Demokratische Partei Südtirol
Demokratische Partei Südtirol (DPS) és un partit polític sudtirolès creat el 1997 d'inspiració liberal, considerat continuador del Sozialdemokratische Partei Südtirols i dirigit per Roland Girardi.
A les eleccions regionals de Trentino-Tirol del Sud de 1998 es presentà en coalició amb Moviment Polític Ladins i va obtenir el 3,6% dels vits i un conseller (el ladí Carlo Willeit). A les eleccions de 2003 va fer coalició amb els Verds del Tirol del Sud i va obtenir 3 consellers (però cap d'ells del DPS); a les eleccions legislatives italianes de 2006 es presentà amb els Verds a la Cambra dels Diputats i amb l'Unione al Senat d'Itàlia. Cap al 2008 la major part dels seus militants s'havien unit als verds i el seu futur és incert.